# Mineur (cratère)
Mineur est un cratère lunaire situé sur la face cachée de la Lune. Il se trouve juste au nord-ouest du cratère Jackson (en). Il s'agit d'un cratère fortement érodé, avec un bord usé. La partie nord du rebord, en particulier, a été lourdement endommagée par de multiples effets de chevauchement. Le plancher intérieur du cratère Mineur est relativement sans relief.  
En 1970, l'Union astronomique internationale a donné le nom de l'astronome et mathématicien français Henri Mineur, à ce cratère lunaire.

## Cratères satellites

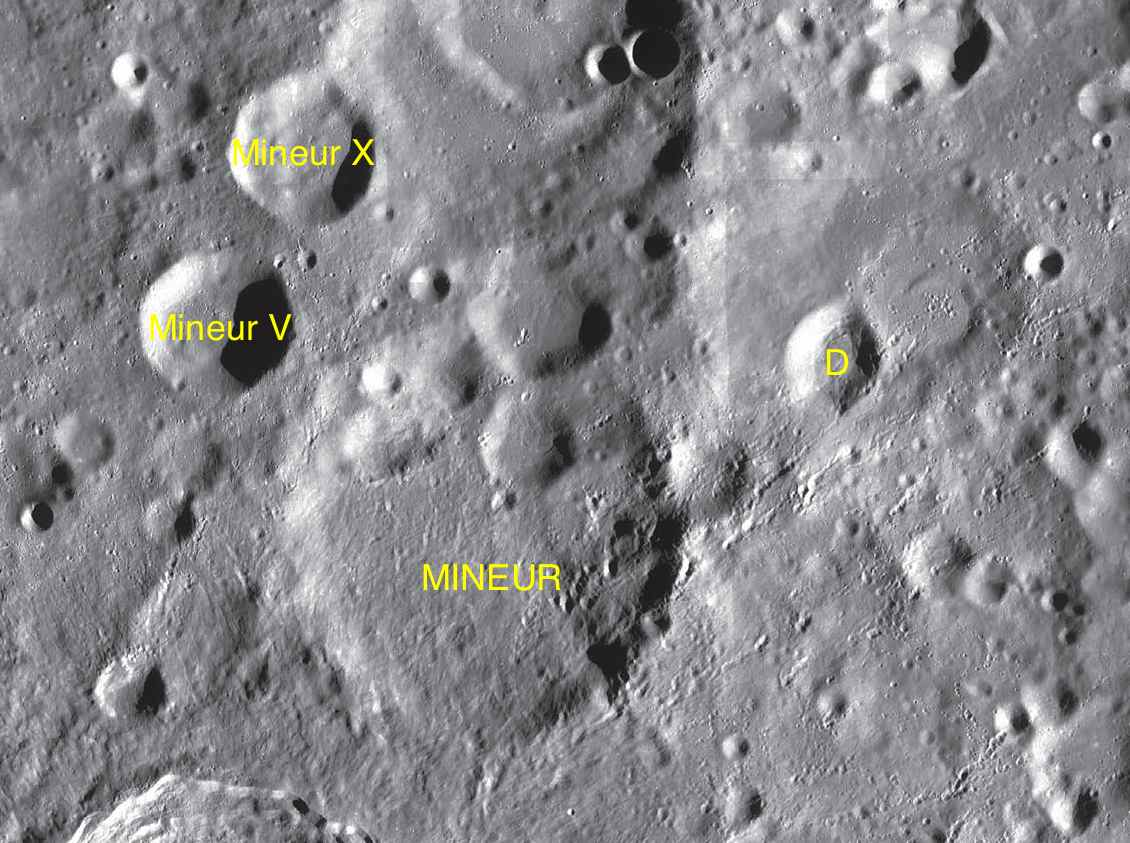
Carte des cratères satellites de Mineur.

Par convention, les cratères satellites sont identifiés sur les cartes lunaires en plaçant la lettre sur le côté du point central du cratère qui est le plus proche de Mineur.
| Mineur | Latitude | Longitude | Diamètre |
| ------ | -------- | --------- | -------- |
| D      | 25.9° N  | 159.2° W  | 20 km    |
| V      | 26.2° N  | 163.1° W  | 26 km    |
| X      | 27.1° N  | 162.7° W  | 31 km    |